# Vroege bremspanner
De vroege bremspanner (Scotopteryx mucronata) is een nachtvlinder uit de familie van de spanners (Geometridae). De wetenschappelijke naam van de soort is gepubliceerd door Giovanni Antonio Scopoli in 1763.

## Kenmerken
De voorvleugellengte bedraagt tussen de 15 en 19 mm. De basiskleur van de voorvleugel is grijs tot bruingrijs met een opvallende bruin afgezette middenband en daarbuiten een golvende dwarslijn. De middenstip is meestal druppelvormig. De tekening is echter variabel. De achtervleugel is vuilwit. De vlinder lijkt sterk op de late bremspanner en is daarvan moeilijk te onderscheiden.

## Levenscyclus
De vroege bremspanner gebruikt brem en gaspeldoorn als waardplanten. De rups is te vinden van augustus tot maart en overwintert. Er is jaarlijks een generatie die vliegt in mei en juni.

## Voorkomen
De soort komt verspreid over een groot deel van Europa voor. De vroege bremspanner is in Nederland een zeldzame soort die vooral op Terschelling wordt gezien. Ook in België is het een zeldzame soort. De habitat is met name zure heide, maar ook andere ruige omgevingen met struiken.